# الحجی بنده
الحجی بنده (انگلیسی: Elhadji Bandeh؛ زادهٔ ۲ اوت ۱۹۹۰) بازیکن فوتبال اهل اسپانیا است.